# Christian Frederick Martin
Christian-Frédérick Martin (né le 31 janvier 1796, mort le 16 février 1873) est un luthier qui s'est spécialisé dans les guitares. Il est le fondateur de la marque de guitare C.F. Martin & Company et  est à l'origine de la création de la Guitare folk.
Il est né à Markneukirchen en Saxe en Allemagne. Il a été l'apprenti du fabricant de guitares Johann Georg Stauffer à Vienne (Autriche). Il a émigré aux États-Unis en 1833, ouvrant une boutique de guitares à New York, puis se rendant à Nazareth (Pennsylvanie) où se trouve toujours le siège de sa compagnie.
Les innovations introduites par C.F. Martin dans la fabrication des guitares sont encore en usage de nos jours.